# Elkins (Virginie-Occidentale)
Pour l’article homonyme, voir Elkins.
La ville d'Elkins est le siège du comté de Randolph, situé dans l’État de Virginie-Occidentale, aux États-Unis. Sa population s’élevait à 7 094 habitants lors du recensement de 2010, estimée à 7 026 habitants en 2018.

## Histoire
La localité s’appelle Leadsville (parfois orthographié Leedsville) jusqu’en 1889. Elle prend alors le nom d’Elkins, en hommage au sénateur Stephen Benton Elkins, qui a contribué au développement de la ville.